# Guillaume Jouan
Pour les articles homonymes, voir Jouan.
Guillaume Jouan, né le 22 juin 1967, est un guitariste et compositeur français originaire de Brest.

## Biographie
Après avoir joué au sein de plusieurs groupes brestois (« Lucrèce Borgia », « Hot bugs », « Les Locataires », « Nota Bene »), il fait la connaissance en 1993 de Christophe Miossec, avec qui il fonde en 1995 le groupe Miossec. Suivent trois albums et de nombreuses tournées jusqu'en 1999, où leurs chemins divergent. 
À partir de 2000, il travaille avec Karin Clercq autour de deux albums qu'il produit, met en musique et accompagne en tournée.

## Discographie

### AvecMiossec
- 1995 : Boire (PIAS)
- 1997 : Baiser (PIAS)
- 1998 : À prendre (PIAS)

### AvecKarin Clercq
- 2002 : Femme X
- 2005 : Après l'amour

### Autres albums
- 1998 : The Guilt: Ad Solem
- 2001 : Les Acrobates: Bicéphale
- 2001 : Le Petit Fossoyeur: Le Petit Fossoyeur dans l'espace
- 2005 : Dahlia: Le Grand Jeu
- 2008 : Héric: Cher Journal
- 2011 : Rivière Sébastien : Un mec normal